# Zimbabwe hívójelkörzetei
Zimbabwe jelenleg (2024) nincs felosztva hívójelkörzetekre.
A Zimbabwe számára az ITU a Z2 hívójelprefixet határozta meg.
| Prefix | Körzet | Hely/jelleg | ITU zóna | CQ zóna | 1 szintű QTH lokátor |
| ------ | ------ | ----------- | -------- | ------- | -------------------- |
| Z2     | [0..9] | Zimbabwe    | 53       | 38      | KH, KG               |

## Lajstromjel
Vízi és légi járművek lajstromjelezéséhez a Z prefixet használják.